# Nuruddin Farah
Pour les articles homonymes, voir Farah.
Œuvres principales
- Variations on the Theme of an African Dictatorship (trilogie)
  - Sweet and Sour Milk (1979)
  - Sardines (1981)
  - Close Sesame (1983)
- Blood in the Sun (trilogie)
  - Maps (1986)
  - Gifts (1992)
  - Secrets (1998)
- Yesterday, Tomorrow (Essai, 2000)

Nuruddin Farah est un écrivain somalien de langue anglaise, né le 24 novembre 1945 à Baidoa dans le sud de l'actuelle République fédérale de Somalie. Il a grandi dans l'Ogaden, une province de l'Éthiopie proche de la Somalie.
Au cours de sa jeunesse, il a appris le somali, l'amharique, l'arabe, puis l'anglais et l'italien. Entre 1969 et 1972, il a contribué à la normalisation de la transcription du somali avec l'alphabet latin (le somali était auparavant principalement écrit avec l'alphabet arabe).

## Une vie d'errance
Il est né en 1945 à Baidoa, sur un territoire que se disputent les Italiens et les Britanniques pendant la Seconde Guerre mondiale. Il est l'un des 11 enfants de Farah Hassan et Fatuma Aleeli. Il grandit dans l'Ogaden, sous occupation britannique de 1941 à 1948 et puis sous contrôle éthiopien. Son père est un agriculteur musulman, à peine alphabétisé, mais qui sert aussi de traducteur oral pour les gouvernants coloniaux britanniques. Sa mère, Fatuma Aleeli, est une poète de tradition orale,. Il effectue ses premières études en arabe et en amharique, la langue officielle de l’Éthiopie. Adolescent, il fréquente une école chrétienne évangélique. Il étudie ensuite à l'université du Panjab, située à Chandigarh, en Inde. Il épouse une Indienne et a un fils, Koshin, de cette union. Le couple divorce quelques années plus tard.
Puis il travaille comme enseignant à l'Université nationale de Somalie. Il publie son premier roman, From a Crooked Rib, en 1970. C'est le portrait d'une femme rejetée par la société patriarcale somalienne.  
Après plusieurs années passées à étudier à l'université du Panjab à Chandigarh en Inde ainsi qu'en Angleterre et en Italie, il publie, en 1975, un second roman, A Naked Needle, qui lui vaut les foudres du régime et l'oblige à s'exiler définitivement. Le général Mohamed Siad Barre, arrivé au pouvoir en Somalie en octobre 1969 est devenu sa bête noire.
Entre 1975 et 1992, il poursuit une vie d'errance, s'installant tour à tour dans plusieurs pays africains (Kenya, Ouganda, Gambie, Nigeria) et refusant, comme certains de ses confrères, de s'installer aux États-Unis, où de nombreuses universités l'invitent pourtant. La politique dictatoriale et autocratique de Siad Barre en Somalie sert de toile de fond à sa première trilogie, publiée entre 1979 et 1983.
Après la chute de ce militaire, en 1991 et l'effondrement de l'État somalien, il revient à deux reprises en Somalie, mais toujours en courant de grands risques personnels. En 1998, il reçoit le prix Neustadt. Il s'est remarié à la sociologue Amina Mama, une Nigériane qui est directrice de l'African Gender Institute de l'Université du Cap. Ils ont un fils, Kaahiye, et une fille, Abyan. « Je suis somalien, c'est-à-dire que j'ai hérité de légendes, d'allégories, de poésies. Tout ce que j'écris se passe en Somalie. Cet enracinement donne du sens et, peut-être, une certaine universalité à mon écriture. Mais je ne suis pas seulement somalien. Je suis aussi un Africain, un musulman, un cosmopolite et un exilé », dit-il de lui-même.
Nuruddin Farah passe désormais une partie de l'année au Cap (Afrique du Sud) et l'autre à New York. Il enseigne la littérature à Bard College (état de New York).

## Œuvres
Il a publié plusieurs trilogies romanesques qui constituent, à ce jour, l'essentiel de son œuvre. La première comprend les romans Sweet and Sour Milk (1979), Sardines (1981) et Close Sesame (1983), et évoque les combats d'un groupe clandestin contre la dictature militaire de Mohamed Siad Barre. Son roman Sweet and Sour Milk lui valut le prix de l'English-Speaking Union en 1980. Une deuxième trilogie, dont le titre est Blood in the Sun (« Du sang au soleil »), comprend les romans Maps (1986), Gifts (1992) et Secrets (1998),.
Il est aussi l'auteur d'un essai fondamental sur la diaspora des années 1990 Yesterday, Tomorrow (2000), préfacé dans sa version française par Jean-Christophe Rufin. Le titre en français est Hier, demain. Voix et témoignages de la diaspora somalienne. Il a écrit également de plusieurs pièces de théâtre, jouées mais non publiées. Il a confié en 2003 qu'il ne les ferait paraître qu'une fois qu'elles auraient été jouées à Mogadiscio.
Son œuvre est l'une des plus importantes de l'Afrique anglophone, et même de la littérature de langue anglaise. Son approche de sujets complexes au travers d'une langue habitée, poétique et refusant les conventions romanesques, lui a valu l'estime de la critique et d'un lectorat de plus en plus nombreux. Ses romans sont traduits dans une quinzaine de langues, et il a obtenu, en 1991 le prix Kurt Tucholsky de Suède, puis en 1998, le prestigieux Neustadt International Prize for Literature et enfin le Lettre Ulysses Award en 2003.
Links publié en 2003, pour l'édition sud-africaine, et en 2004, pour l'édition américaine, marque une forme de tournant, dans la mesure où il s'agit d'un récit empruntant ses formes et ses codes au western. Le plus surprenant, sans doute, est la faible part, dans Links, des voix féminines, toujours essentielles dans l'œuvre de Nuruddin Farah, au point même que les éditeurs de son premier roman crurent que l'auteur était réellement, comme la narratrice, une jeune paysanne. De fait, Nuruddin Farah s'est souvent montré très inventif dans son approche des thèmes couramment abordés par les théoriciens des Gender Studies, allant jusqu'à critiquer, dans Maps, les dérives phallogocentriques du nationalisme à travers la métaphore de la menstruation masculine.
Nuruddin Farah est aussi l'auteur de très nombreux articles. Essayiste et polémiste fin, il adopte un style parfois déconcertant et métaphorique, qui ne l'empêche pas de prendre des positions souvent radicales, qui ne font pas mystère de ses inimitiés.

## Publications en français
- Née de la côte d'Adam (traduction de G. Jackson), Paris : Hatier, 1987.  (ISBN 2-218-07539-3)
- Du lait aigre-doux (traduction de C. Surber), Genève : 10/18 Éditions Zoé, 1995.  (ISBN 2-264-03322-3)
- Sardines (traduction de C. Surber), Genève : Éditions Zoé, 1996.  (ISBN 2-264-03320-7)
- Sésame, ferme-toi (traduction de C. Surber), Genève : Éditions Zoé, 1998.  (ISBN 2-88182-281-9)
- Territoires (Maps), (traduction de Jacqueline Bardolph), Paris : Le Serpent à plumes, 1995.
- Dons (traduction de Jacqueline Bardolph), Paris : Le Serpent à plumes, 1998.  (ISBN 2-84261-377-5)
- Secrets (traduction de J. Bardolph), Paris : Le Serpent à plumes, 1999.  (ISBN 2-84261-151-9)
- Née de la côte d'Adam (traduction de Jacqueline Bardolph), Paris : Le Serpent à plumes, "Motifs", 2000.  (ISBN 2-84261-218-3)
- Hier, demain. Voix et témoignages de la diaspora somalienne (traduction de Guillaume Cingal), Paris : Le Serpent à plumes, 2001.  (ISBN 2-84261-277-9)
- Exils, Le Serpent à Plumes, 2010.
- Une aiguille nue (traduction de C. Pierre-Bon, préface d'Abdourahman Waberi), Coédition L'Or des Fous (France); en bas (Suisse), Mémoire d'encrier (Canada et Haïti), Eburnie (Côte d'Ivoire), CAEC-Khoudia (Sénégal); Ruisseaux d'Afrique (Bénin) et Presses universitaires d'Afrique (Cameroun) dans le cadre de l'Alliance des éditeurs indépendants, 2007.  (ISBN 978-2-8290-0342-4)